# Ignazio Sanna
Ignazio Sanna (Orune, 20 de fevereiro de 1942) é um clérigo italiano e arcebispo católico romano emérito de Oristano. Foi presidente da Pontifícia Academia de Teologia.
Ignazio Sanna recebeu o Sacramento da Ordem em 11 de março de 1967.
Em 22 de abril de 2006, o Papa Bento XVI o nomeou ao Arcebispo de Oristano. O Cardeal Vigário da Diocese de Roma, Cardeal Camillo Ruini, o consagrou em 25 de junho do mesmo ano; Os co-consagradores foram o bispo auxiliar de Roma, Rino Fisichella, e o arcebispo emérito de Oristano, Pier Giuliano Tiddia.
O Papa Francisco aceitou sua aposentadoria em 4 de maio de 2019.
Ignazio Sanna é membro da Pontifícia Academia de Teologia, da qual foi nomeado Presidente em 3 de junho de 2019 até 2022.